# Byobe Malenga
Byobe Malenga (né le 17 février 1985) est un journaliste congolais, expert et entrepreneur en communication pour la radio, télévision et média en ligne. Il est le cofondateur et directeur général de la radio Ngoma ya Amani de Fizi.

## Biographie

### Enfance et éducation
Byobe Malenga est né le 17 février 1985 à Mukangi, dans la commune de Katanga en ville de Baraka au Sud-Kivu, à l’est de la république démocratique du Congo. Il est issu de la famille de chefs coutumiers Bashilumona-Balala du groupement de Fizi, Sixième né d'une fratrie de onze enfants, il est le fils de Malenga Lùsambya et de Nyassa ÉTÙNYEMYA Maleùnda,.
Diplômé en technique sociale à l’Institut Zawadi ya Rais d’Uvira, il poursuit son cursus à l'Institute of Journalism à Nairobi où il fait des études en journalisme et communication de masse.

### Carrière
Passionné du journalisme, il s’est lance en 2006 dans la carrière étant rédacteur de la Radio Umoja de Baraka. Byobe a fait ses débuts de correspondant de médias internationaux à la radio internationale australienne Special Broadcasting Service, turque TRT World et kenyane Kenya Television Network, avant de cofonder en 2009 sa propre radio du nom de Ngoma ya Amani (RNA), avec trois stations dans tout le territoire de Fizi et la ville de Baraka.
Il a travaillé depuis octobre 2014 jusqu'en 2021 à la BBC swahili,. Il est le responsable de VOA News à Kinshasa depuis janvier 2022.

## Récompenses et nominations
- 2020 : Prix du meilleur journaliste reporter de l’Est de la RDC, décerné par Green Media Awards.
- 2019 : Prix du meilleur journaliste de l’Afrique centrale en matière de paix, décerné par l’IRD Awards[7].